# Mallotus spinifructus
Mallotus spinifructus är en törelväxtart som beskrevs av P.C.van Welzen och S.E.C.Sierra. Mallotus spinifructus ingår i släktet Mallotus och familjen törelväxter. Inga underarter finns listade i Catalogue of Life.